# علیاگا
علیاگا (به لاتین: Aliağa) یک منطقهٔ مسکونی در ترکیه است که در استان ازمیر واقع شده‌است.

## خصوصیات
علیاگا ۲ متر بالاتر از سطح دریا واقع شده‌است.